# Villaines-la-Carelle
Villaines-la-Carelle är en kommun i departementet Sarthe i regionen Pays de la Loire i nordvästra Frankrike. Kommunen ligger i kantonen Mamers som tillhör arrondissementet Mamers. År 2022 hade Villaines-la-Carelle 137 invånare.

## Befolkningsutveckling
Antalet invånare i kommunen Villaines-la-Carelle
| Referens: INSEE |